# Province d'Alborz
Ne pas confondre avec l'Alborz autre nom de l'Elbourz
La province d'Alborz (en persan : استان البرز) est une des 31 provinces d'Iran. Elle couvre une surface de 5 833 km² et est située au nord-ouest du plateau central de l'Iran. La province a des frontières communes avec le Mazandaran au nord, la province de Téhéran à l'est, la province de Markazi au sud et la province de Qazvin à l'ouest. La ville de Karaj, cinquième ville d'Iran par la population, est la capital de la province.
Elle est formée en 2010 par la division de la province de Téhéran, date à laquelle est constitue la 31ème province d'Iran.

## Géographie et culture

### Géographie
La province d'Alborz est située à 35 km à l'ouest de Téhéran, au pied des montagnes de l'Elbourz, et est la plus petite province d'Iran en superficie.
La province d'Alborz est constituée de 7 préfectures :

Carte des préfectures d'Alborz.

- Karaj
- Fardis
- Tcharharbagh
- Estehard
- Nazarabad
- Savojbolagh
- Taleqan

### Démographie
La province compte 17 villes. Karaj est la plus peuplée avec 1592 492 habitants et Asara la moins peuplée avec 1 339 habitants.

## Activité économique
La diversité climatique et la situation de la province d'Alborz à plus de 1 300 mètres d'altitude sont favorables à la culture de la rose. La production annuelle de la province est de 12 millions de roses, à grands pétales et à haute durabilité. 
Avec 25 serres sur 13 hectares, la province produit et produit des roses de 16 couleurs différentes. L'utilisation de méthodes hydroponiques et l'utilisation de réseau d'irrigation sous pression font partie des programmes qui ont été proposés aux propriétaires de serres pour cultiver mieux et plus de roses. 
L'utilisation des derniers réseaux de culture modernes, l'automatisation de la température et l'irrigation systématique des serres sont les caractéristiques des serres de culture de roses dans la province d'Alborz, qui réduisent la consommation d'énergie d'environ 35 à 40 % par rapport aux autres serres. Plus de 95 fleurs sont produites par mètre carré.

Chaque année, un million de branches de rose sont exportées vers le Tadjikistan, la Géorgie et l'Irak.